# 피그미생쥐족
피그미생쥐족 또는 바이오미스족(Baiomyini)은 쥐상과 비단털쥐과에 속하는 설치류 족의 하나이다. 현존하는 2개 속에 4종으로 이루어져 있다. 미국 남부 지역부터 파나마까지 발견된다.

## 하위 속
- 피그미생쥐속 또는 바이오미스속 (Baiomys)
  - 남부피그미생쥐 (Baiomys musculus)
  - 북부피그미생쥐 (Baiomys taylori)
- 갈색쥐속 (Scotinomys)
  - 올스턴갈색쥐 (Scotinomys teguina)
  - 치리키갈색쥐 (Scotinomys xerampelinus)